# M 106 (галактика)
Messier 106 (англ. M 106, NGC 4258, рус. Мессье 106, другие обозначения — ZWG 243.67, UGC 7353, VV 448, MCG 8-22-104, ZWG 244.3, PGC 39600) — галактика в созвездии Гончие Псы.
Этот объект входит в число перечисленных в оригинальной редакции «Нового общего каталога».
В галактике обнаружено несколько ультраярких рентгеновских источников
В галактике вспыхнула сверхновая SN 2014bc типа II, её пиковая видимая звёздная величина составила 14,8.

## Открытие
Галактику впервые описал французский астроном Пьер Мешен, обнаруживший её 30 июля 1781 года.

## Характеристики

### Рукава
В 60-х годах XX века у галактики разглядели два дополнительных спиральных рукава, видимых в радио- и рентгеновском диапазонах, в которых нет звёзд. Некоторые учёные считали эти рукава джета-выбросами, сформированными сверхмассивной чёрной дырой находящейся в центре галактики. Группа учёных из Университета штата Мэриленд утверждает, что рукава сформированы не из-за джетов (хотя они и были обнаружены). Учёные проводили наблюдения с помощью 6 телескопов: Digitized Sky Survey, Хаббл, Very Large Array (радиодиапазон), в рентгеновском диапазоне наблюдение вели обсерватории Чандра, XMM-Newton и Спитцер в инфракрасном. Анализ данных показал, что рукава состоят из газа, нагретого ударными волнами. В радиодиапазоне обнаружены мощные выбросы из ядра галактики, которые могут порождать ударные волны. На снимке, сделанном телескопом Chandra, видны результаты взаимодействия рукавов с джетами, выброшенными из чёрной дыры.
M 106 — яркая Sbp галактика. Эта классификация — из-за возможного существования малой преграды в центральной области. Наклон M 106 очень похож на таковой у M 31, который объясняет, почему маршруты пыли так видны. Спиральные рукава, кажется, заканчиваются в ярких синих областях. Эти области — вероятно области молодого звездообразования, которые находятся во власти молодых, очень горячих, ярких и массивных звёзд.

### Ядро
Исследования в радио- и рентгеновском диапазонах показали интересные подробности относительно центра (ядра) этой галактики. В ядре расположена сверхмассивная чёрная дыра массой 36 миллионов солнечных масс в пределах 40,000 астрономических единиц.